# Walka byków (obraz Édouarda Maneta)
Walka byków (fr. Combat de taureaux) – obraz olejny namalowany przez francuskiego malarza Édouarda Maneta w latach 1865–1866, znajdujący się w zbiorach Musée d’Orsay w Paryżu.

## Opis
W latach 1862–1867 Manet namalował wiele dzieł nawiązujących do kultury i tradycji hiszpańskiej, w tym do korridy. Do tej serii należy niniejszy obraz który przedstawia rozjuszonego byka powalającego konia na ziemię, w czym próbują przeszkodzić mu toreadorzy. 
Malowidło zostało docenione przez Charles’a Baudelaire’a i Émile’a Zolę, ale było mocno atakowane przez krytyków. Dlatego też Manet przechowywał je w swoim atelier aż do 1872 roku, kiedy to pozytywnie zostało ocenione przez braci Edmonda i Jules’a Goncourt.